# Juan Antonio de Vizarrón y Eguiarreta
Juan Antonio de Vizarrón y Eguiarreta (2 septembre 1682 à El Puerto de Santa María, Espagne – 25 janvier 1747 à Mexico) est archevêque de Mexico du 21 mai 1731 au 25 janvier 1747 puis Vice-roi de Nouvelle-Espagne du 17 mars 1734 au 17 août 1740.

## Début de sa carrière
Il fait ses études au Collège de San Clemente à Rome. Lorsqu'il est nommé archevêque de Mexico, le 24 juillet 1730, il est archidiacre de la cathédrale de Séville, ainsi que chapelain du Roi. Il est consacré archevêque à Mexico le 13 mai 1731 et prend formellement possession de son archidiocèse le 21 mai 1731.

## Vice-roi
En 1734, il prend en charge le gouvernement du vice-royaume conformément aux ordres scellés de la Couronne d'Espagne. Ces ordres devaient être ouverts par l'Audiencia en cas de mort du vice-roi, Juan de Acuña. Ils nomment Vizarrón y Eguiarreta comme successeur.
En tant que vice-roi, il confisque les biens du duc de Monteleone, un descendant de Hernán Cortés, en raison de son implication dans la guerre contre Philippe V d'Espagne à Naples. Il renforce les presidios de Coahuila à cause de la présence française toute proche. Deux d'entre eux sont situés à 30 et 55 lieues (170 et 300 km) au nord de Monclova.

### Désastres de 1735 et 1736
En 1735, une tempête inonde la colonie de San Augustín en Floride, le vice-roi y envoie de l'aide.
L'année 1736 est désastreuse pour la Nouvelle-Espagne. De violents vents de nord déracinent les arbres et arrachent les toits et les croix sur les édifices. Une comète apparaît, provoquant la panique dans la population qui croit qu'elle est annonciatrice de grands désastres. En octobre, une féroce épidémie de matlazáhuatl (peut-être fièvre jaune ou variole) éclate dans les environs de Mexico. Vizarrón tente d’atténuer les effets de l'épidémie, dont on dit qu'elle causa la mort des deux tiers de la population indigène de la capitale. Elle tua sans doute des dizaines de milliers de personnes, indigènes pour la plupart, dans nombre de villes et de villages. En ville de Mexico l'Église catholique enterra dans 5 de ses cimetières extramuros 40 150 personnes victimes de l'épidémie. À Puebla on dépasse le chiffre de 500 000 victimes. Le Padre Alegre dans son Historia de la compania de Jesus en México écrit que les deux-tiers de la population de la Nouvelle Espagne en fut victime. Pour combattre le fléau, Vizarron ordonne que de nombreux bâtiments publics soient convertis en hôpitaux, puis il célèbre une action de grâce à la Notre-Dame de Guadalupe en 1737. Il fournit également des vivres aux malades.

## Autres actions gouvernementales
En 1736 également, de nouvelles mines d'argent sont découvertes dans ce qui est aujourd'hui l'État d'Arizona, il s'ensuit une ruée des mineurs vers le nord.
En 1737, un prophète apparaît parmi les indigènes Guaima et Pima. Il s'agit d'Agustín Ascuchul, qui prétend que le dieu Moctezuma lui est apparu et le nomma son prophète. Il appelle les indigènes à le suivre en un lieu où ils pourront adorer le dieu. Plus de 5 000 indigènes abandonnent leurs foyers pour le suivre. Le gouverneur de Sonora, Juan Bautista de Anza, considère qu'il s'agit d'une rébellion. Il y met fin et fait pendre le prophète.
Les anglais font toujours de la contrebande, le vice-roi prend des mesures pour que le trafic cesse. Lorsque l'Armada de Barlovento ("garde-côtes") arraisonnent quatre navires anglais en haute mer, faisant route vers la Nouvelle-Espagne, Vizarrón y Eguiarreta est sur le point de briser la contrebande. Les Anglais envoient alors une puissante escadre dans la région, mais l'incident se résout diplomatiquement. En 1739, les Anglais déclarent la guerre à l'Espagne et menacent d'envahir les possessions espagnoles aux Amériques. Vizarrón y Eguiarreta fait donc renforcer les garnisons de San Juan de Ulúa et de Veracruz, et fait envoyer des armes, des miliciens et de l'argent aux postes militaires de Floride, Puerto Rico, Santo Domingo et Cartagena.
Il envoie de l'aide en Californie et à la capitainerie générale du Guatemala, où des révoltes indiennes viennent d'éclater. Les rebelles du Guatemala sont armés et soutenu par les Anglais d Belize et assaillent et pillent les colonies côtières. En Californie, les indigènes tuent deux missionnaires Jésuites, quelques soldats et des indigènes alliés. Les Espagnols et leurs alliés indiens trouvent refuge à Loreto (Basse-Californie-du-Sud). Le vice-roi envoie une flotte de l’Armada de Barlovento aux Îles Vierges (Las Vírgenes) pour en expulser les Danois, mais la flotte n'atteint pas sa destination.
Il poursuit la campagne contre les brigands qui sévissent alors en Nouvelle-Espagne. Il envoie en Espagne deux millions de pesos en argent comme contribution à la reconstruction du palais royal de Madrid, qui a été détruit par le feu en 1734. La Monnaie de Mexico est prête à fonctionner et les rues sont réparées. Sa réforme sur la frappe de la monnaie met en colère les marchands d'argent.

## Suite de sa carrière et fin de vie
En 1740, il remet sa charge de vice-roi à Pedro de Castro y Figueroa, mais reste archevêque jusqu'à sa mort en 1747. Il fait construire le palais épiscopal de Mexico ainsi que le Collège de San Fernando. Il meurt le 25 janvier 1747 et repose depuis lors dans la cathédrale de Mexico.

### Ses écrits
- Fundacion de capellania de missas, y dote para religiosas perpetuamente annuales. ; Mexico, 1743. (OCLC 20087345)
- Respuesta y satisfacion dada por el ILLmo. y EXCmo. ; Mexico, 1741. (OCLC 15184973)
- Copia de dos cartas escritas ; Mexico, 1742. (OCLC 22962810)
- Por quanto gobernando esta Nueva-España ... ; Mexico, 1736. (OCLC 3132749)